# Курама (Башкортостан)
Курама́ (рос. Курама, башк. Ҡорама) — присілок у складі Учалинського району Башкортостану, Росія. Входить до складу Тунгатаровської сільської ради.
При переписі населення 2002 року існувало два населених пункти: село Кураміно (населення 417 осіб, башкири 97%) та селище при станції Кураміно (населення 161 особа, башкири 96%), які невдовзі були об'єднані і новий присілок був перейменований в сучасну назву.
Населення — 505 осіб (2010; 578 в 2002).
Національний склад:
- башкири — 97%